# Венді Гіллер
Венді Маргарет Гіллер (англ. Wendy Margaret Hiller; 15 серпня 1912, Стокпорт, графство Чешир — 14 травня 2003, Біконсфілд, графство Бакінгемшир) — британська акторка, лауреатка премії «Оскар» (1959) за роль Пет Купер у фільмі «За окремими столиками».

## Біографія
Народилася в місті Стокпорт в графстві Чешир на північному заході Англії в сім'ї Френка Воткін Гіллера, виробника бавовни, і Мері Стоун.

### Кар'єра
Професійну акторську кар'єру Венді Гіллер розпочала на початку 1930-х в Манчестері. Першого успіху досягла 1934 року, після чого багато гастролювала театрами Англії. У 1935 дебютувала в лондонському Вест-Енді. У 1936 Гіллер з'явилася на гастролях в Нью-Йорку, де її помітив Бернард Шоу. Йому дуже сподобалася її гра, і він запросив її на роль у своїх п'єсах «Свята Іоанна», «Пігмаліон» і «Майор Барбара». Шоу також наполіг на тому, щоб вона втілила Елізу Дуліттл в екранізації п'єси в 1938, за яку вона вперше була номінована на «Оскар», ставши першою британською акторкою, номінованою на цю премію. У 1941 Гіллер знялася у фільмі «Майор Барбара», ще одній екранізації п'єси Бернарда Шоу. У 1945 Гіллер з'явилася в класиці британського кіно — фільмі «Я знаю, куди я йду!».
Надалі, з розвитком кар'єри, Гіллер стала популярна як в Лондоні, так і в Нью-Йорку. У 1947 вона виступала на Бродвеї в п'єсі «Спадкоємиця».
Попри успішні ролі в кіно і привабливі пропозиції з Голлівуду, Гіллер все ж більшою мірою продовжувала залишатися театральною акторкою, лише зрідка з'являючись на кіноекранах. У 1950-ті виконала примітні ролі у фільмах «Вигнанець з островів» (1952), «Щось цінне» (1957), «Як вбити багатого дядечка» (1957), а також в «За окремими столиками» (1958), роль в якому була відзначена премією «Оскар» як найкраща акторка другого плану.
У 1971 Венді Гіллер присвоєно титул Офіцера ордена Британської імперії, а 1975 вона стала Дамою-командором ордена.
У 1960 за роль владної матері у фільмі «Сини і коханці» номінована на премію BAFTA. Роль княгині Драгомирової в екранізації роману Агати Крісті «Вбивство в Східному експресі» (1974) принесла їй ще більший успіх і Вечірню британську кінопремію. Іншими примітними її ролями в наступні роки були Ребекка Вайлер у фільмі «Подорож проклятих» (1976) і злісна матрона в лондонському госпіталі в фільмі «Людина-слон» (1980).
Останній раз на Вест-Енді вона з'явилася в 1988 в постановці «Водій міс Дейзі», а останньою її екранною роллю стала Еліс фон Голзендорф у фільмі «Графиня Еліс» (1992).

## Особисте життя
У 1937 одружилася з на 16 років старшим сценаристом Рональдом Гоу. На початку 1940-х переїхала з чоловіком у Біконсфілд в графстві Бакінгемшир, де народила двох дітей — Енн (1939-2006) і Ентоні (1942). Гілер припинила акторську кар'єру в 1992 через поганий стан здоров'я. У наступному році помер чоловік. 
Померла у віці 90 років у своєму будинку в Біконсфілді 14 травня 2003.

## Фільмографія
1. 1938: Пігмаліон — Еліза Дуліттл
2. 1941: Майор Барбара — майор Барбара
3. 1945: Я знаю, куди я йду! — Джоан Уебстер
4. 1951: «Вигнанець з островів»[en] / (Outcast of the Islands) — пані Алмеєр
5. 1957: Як вбити заможнього дядька — Едіт Кліттерберн
6. 1957: Щось цінне — Елізабет МакКензі Ньютон
7. 1958: За окремими столиками — Пет Купер
8. 1960: Сини і коханці — Гертруда Морел
9. 1963: Іграшки на горищі — Анна
10. 1966: Людина на всі часи — Аліса Мор
11. 1974: Вбивство у Східному експресі — Княгиня Драгомирова
12. 1976: Подорож проклятих — Ребекка Вейлер
13. 1980: Людина-слон — Мазерсхед
14. 1982: Займаючись любов'ю — Вінні Бейтс
15. 1982: Свідок обвинувачення — Джанет Макензі
16. 1987: Самотня пристрасть Джудіт Хирн — тітка Д'Арсі

## Нагороди
- 1959 — Премія «Оскар» — найкраща жіноча роль другого плану, за фільм «За окремими столиками».